# Hypericum perforatum
Hypericum perforatum, también conocida como  hipérico, hipericón, corazoncillo o hierba de San Juan, es la especie más abundante de la familia de las hipericáceas.

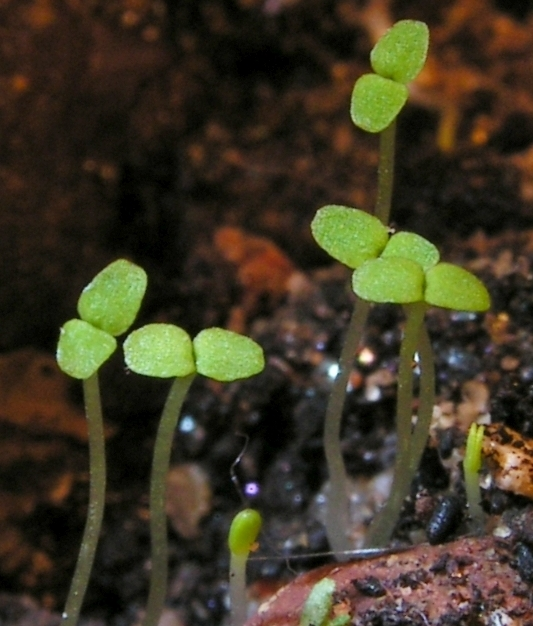
Hierba de San Juan.

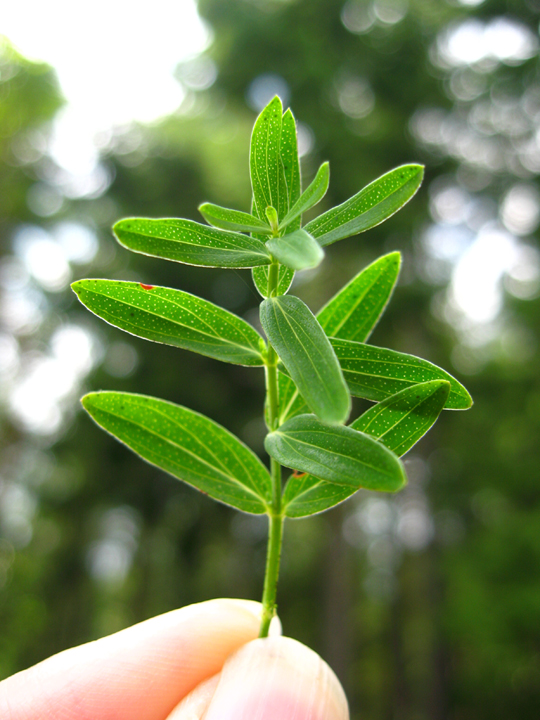
Hojas.

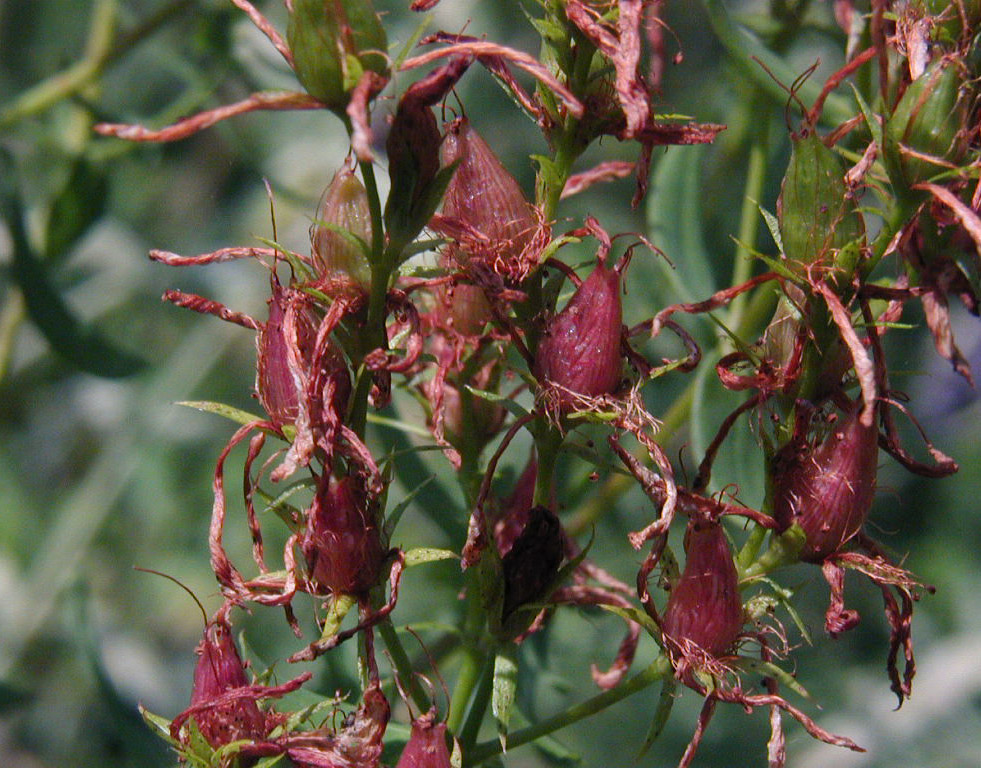
Frutos.

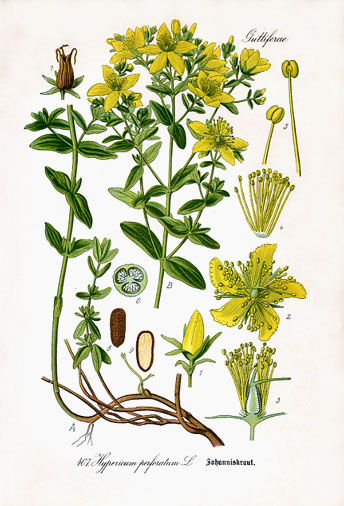
Ilustración.

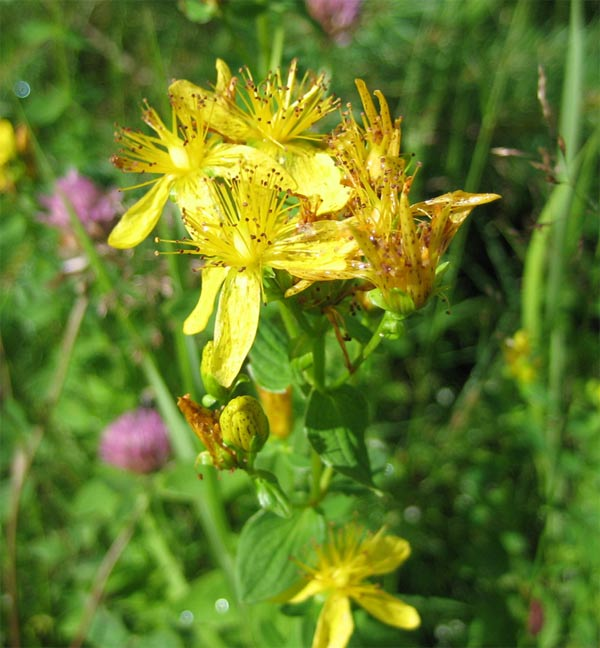
Detalle de la flor

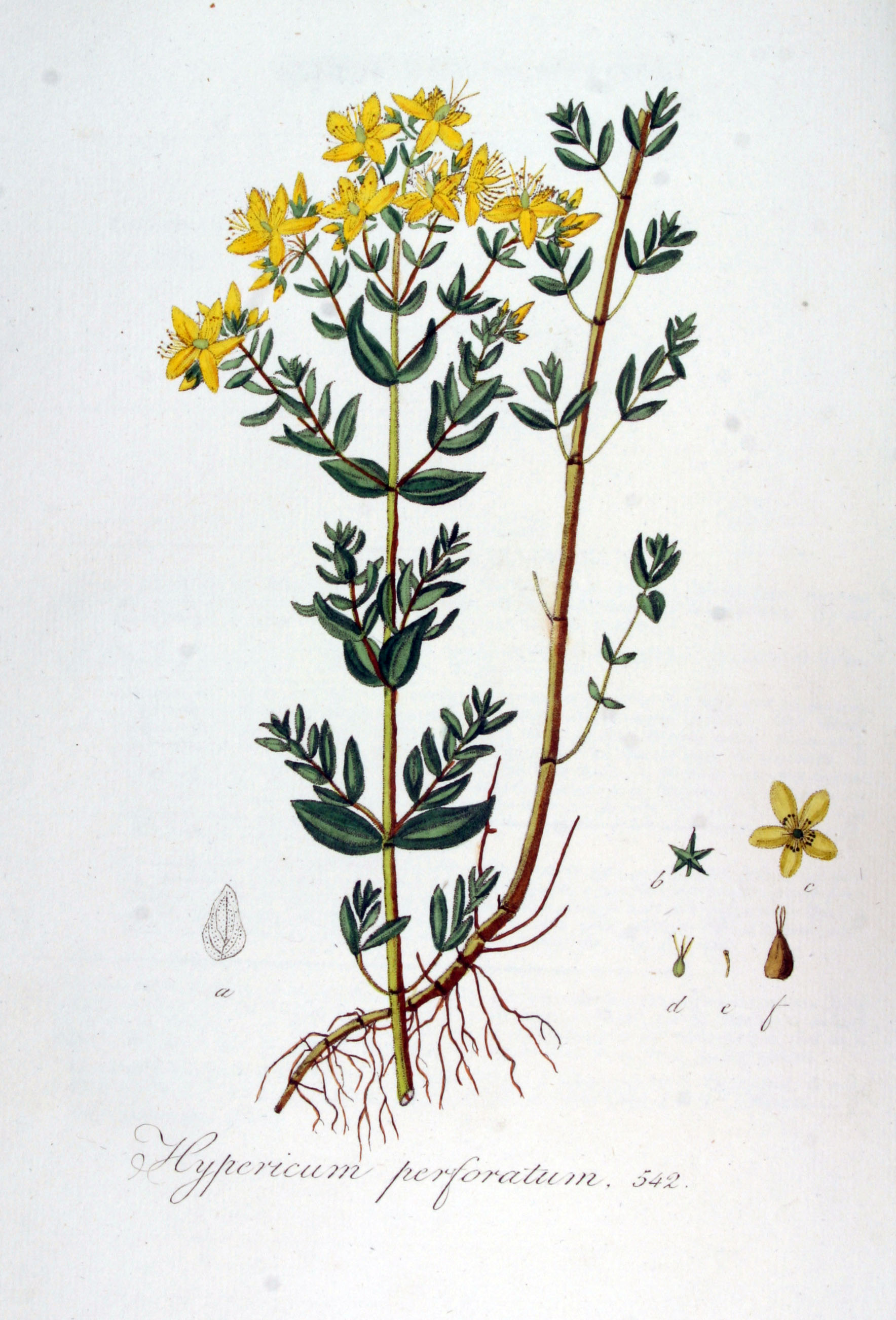
Ilustración 1830.

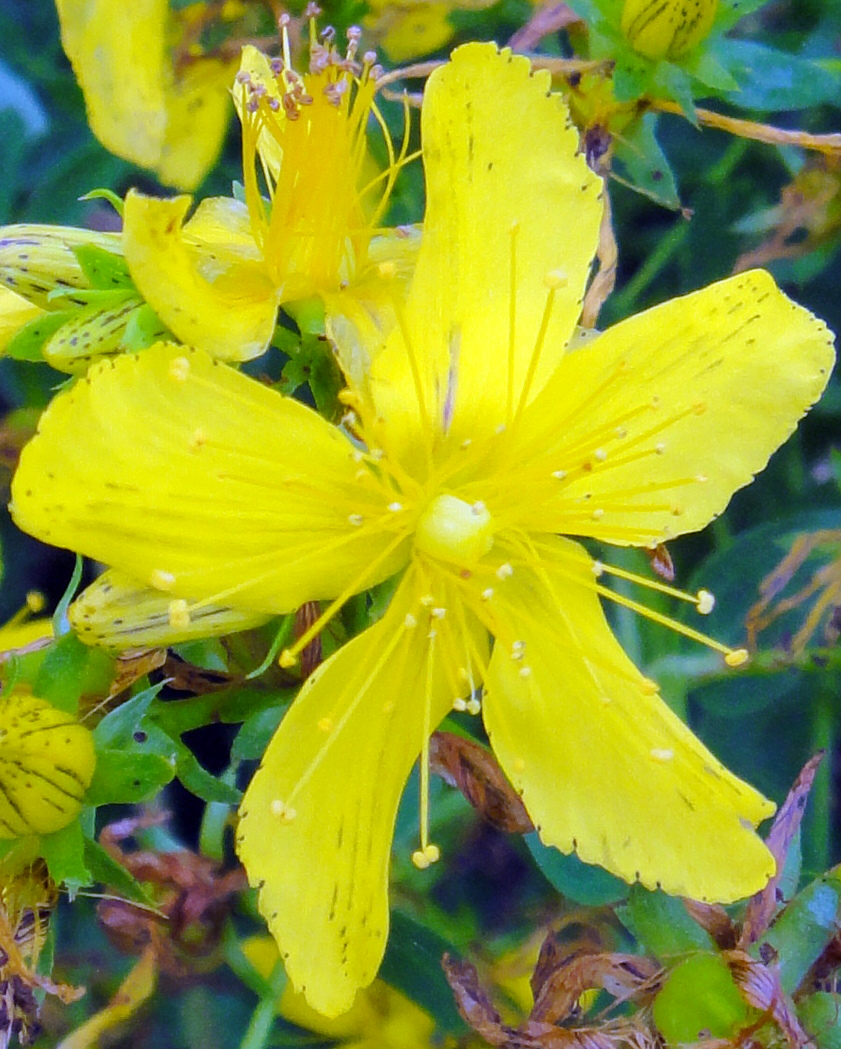
Detalle de la flor

## Distribución y hábitat
Es una planta común en los terrenos de baja y media altura. Se encuentra prácticamente en toda Europa, hasta el este de Rusia, y se ha aclimatado en numerosas partes del mundo: China, Australia, Norte de África y América.

## Historia
Hipócrates la recomendó como remedio refrescante y antiinflamatorio.
Dioscórides escribe lo siguiente (con la ortografía de las traducciones antiguas): El Hyperico, llamado Androsemo por unos, por otros Corio, y por otros Camepytis, que quiere decir Pinillo, porque su resina huele a resina de pino, es una mata ramosa, roxeta y de un palmo de alta, que produce las hojas como la ruda, y de flor amarilla: la qual frotada entre los dedos, resuda un liquor semejante a la sangre, de donde vino a llamarse Androsemo que significa sangre humana. Nace el hyperico en lugares cultivados y ásperos. Tiene facultad de mover la orina y, aplicado por baxo, provoca el menstruo. Bebido con vino, extermina las tertianas y las quartanas. Su simiente bebida por una quarentena de días, cura la sciática y las hojas con la simiente aplicadas en forma de emplastro, sanan las quemaduras del fuego

## Descripción
Es una hierba originaria de Europa, que se ha naturalizado en América y Australia. Los pétalos de la flor son de color amarillo dorado, con pequeñas motas negras en sus bordes, el apelativo latino perforatum proviene de las pequeñas perforaciones -en realidad son bolsas de aceite esencial- que pueden verse al trasluz en cada una de las hojas de esta planta. Son el doble de largos que los sépalos. Una peculiaridad de esta hierba es que, al aplastar entre los dedos alguna de sus hojitas, deja una mancha en la piel, su savia anaranjada.
En Australia y en los Estados Unidos se la considera como una maleza o una especie invasora y se la combate por medio de controles biológicos tales como los escarabajos del género Chrysolina, que se especializan en esta planta.

## Principios activos

### Planta
- Aceites esenciales: cariofileno, cineol, pineno no
- Ácidos: ascórbico (vitamina C), esteárico y palmítico
- Hiperforina
- Hipericina
- Limoneno
- Quercetina
- Rutina

### Hojas
- Minerales: cadmio, plomo

### Flor
- Flavonoides
- Taninos

## Uso medicinal
Hypericum perforatum es una planta medicinal con múltiples aplicaciones. Por ejemplo, su aplicación tópica sirve para acelerar la cicatrización de las heridas.
Sin embargo, las propiedades de esta hierba que más han atraído a los investigadores se vinculan con su uso tradicional para el tratamiento de la depresión leve a moderada y la ansiedad. Esta indicación ha sido validada en las últimas décadas por las agencias de salud de algunos países como Alemania, donde ha sido incluida en la farmacopea oficial, y se prescribe ampliamente con ese propósito terapéutico.
Cuando el hipérico se utiliza como medicamento fitoterapéutico, generalmente se administra en forma de extractos estandarizados, con concentraciones fijas de los principios activos a los cuales se atribuyen los efectos farmacológicos; se estima que el más importante de estos es la hipericina, aunque estudios recientes reportan una mayor actividad de la hiperforina. Esta conclusión se basa fundamentalmente en un ensayo con resultado negativo llevado a cabo por el Centro Nacional de Medicina Complementaria y Alternativa de los Estados Unidos.
Para este fin (tratamiento de la depresión), la hierba de San Juan puede conseguirse en diversas presentaciones: como hierba, como gragea o cápsula, en bolsas de té o en tinturas.

### Efectos adversos por interacciones con otras sustancias
El hipérico es un potente inductor enzimático del citocromo P450 (isoenzima CYP3A4) y posiblemente también de la glucoproteína P. Puede producir interacciones con otras sustancias, tales como la digoxina o anticoagulantes orales.
Asimismo, se han documentado casos de rechazo de trasplante de corazón en dos pacientes que combinaron el tratamiento inmunosupresor (ciclosporina) y la toma de hipérico. En ambos casos, todo parece indicar que el hipérico provocó un descenso de las concentraciones plasmáticas de ciclosporina por debajo del nivel terapéutico, lo que causó el rechazo del injerto. Un estudio formal posterior demostró que el hipérico reduce la concentración plasmática de indinavir.
Debido a la importancia de estos datos, parece prudente no asociar la toma de hipérico con la de ningún fármaco de metabolismo hepático. Véase el apartado Tabla de interacciones con diversas sustancias.

## Interacciones
Hypericum perforatum puede interferir con la absorción de hierro y otros minerales. El responsable de la toxicidad de esta planta, es la hipericina, se trata de un pigmento heliantrono de color rojo encarnado y fluorescente que se encuentra en las manchas negras dispersas en la superficie de las hojas y pétalos florales del vegetal. Este compuesto se encuentra presente en la planta en todo momento y persiste cuando se seca o es henificada.
La hipericina es la responsable de la foto sensibilidad. Desde la antigüedad, se han observado trastornos de la piel en animales que habían comido de esta planta. Sólo en casos graves por sobrealimentación, se observaron convulsiones, crisis hemolíticas o muerte del animal. Como consecuencia de la fotosensibilización también se observan trastornos hepáticos e ictericia, al tiempo que las partes poco pigmentadas de la piel pueden necrosarse o desprenderse, dando lugar a cicatrices de curación muy lenta. Por otra parte, los animales hembras que comen de esta planta han mostrado una menor secreción láctea. En personas que hayan tomado esta planta y que se expongan al sol posteriormente, se puede presentar una pigmentación discreta de la piel (eritemas) o prurito.

### Experimentación
Hypericum perforatum ha demostrado ser solo ligeramente tóxico tras una única dosis oral o intraperitoneal. A nivel experimental, la DL50 han sido las siguientes:
| Especie | Vía de administración | DL50 (mg/kg) |
| ------- | --------------------- | ------------ |
| Rata    | Oral                  | 5000         |
| Ratón   | Oral                  | 5000         |
| Rata    | Intraperitoneal       | 1780         |
| Ratón   | Intraperitoneal       | 1000         |

### Toxicidad en animales
La administración oral repetida del extracto de Hypericum perforatum a dosis de 300, 900 y 2700 mg/kg de peso corporal diarios en ratas y perros durante un período de 26 semanas no provocó cambios específicos de la sustancia. A dosis superiores a 900 mg/kg peso corporal diarios se desarrollaron signos inespecíficos de intoxicación: peso reducido, ligeros cambios en el hemograma, cambios en la química clínica y morfológicos los cuales, causados por la alta dosis, indicaron un daño leve, por sobrecarga, en el hígado y riñones.

### Experimentación con animales en laboratorio. Potencial embriotóxico y teratogénico
Los estudios se llevaron a cabo con ratas y conejos y no hubo evidencia ninguna de cambios teratogénicos hasta dosis situadas en el rango de la toxicidad materna. Los efectos embrio-fetotóxicos, aparecieron a dosis tóxicas para la madre y se observó:
- Retraso en el crecimiento
- Variaciones
- Muerte

En el estudio de fertilidad con ratas, no se mostraron efectos sobre las mismas. Cabe destacar que, en las ratas, la hipericina se acumula en la leche pudiendo llegar a alcanzar concentraciones superiores a las del plasma materno, pero debido al amplio margen de seguridad que muestra la hipericina es improbable que la cantidad ingerida con la leche represente peligro alguno para el niño aunque no se dispone de información suficiente en lo relativo a la lactancia. Como precaución general, no se debe emplear ni en el primer trimestre del embarazo ni durante la lactancia.

### Seguridad mutagénica
Se han llevado a cabo estudios de mutagenicidad in vitro e in vivo concluyendo la inexistencia de riesgo mutagénico para el hombre con extracto de Hypericum.

### Potencial carcinogénico
Sobre el potencial carcinogénico no se tienen suficientes datos como para concluir la existencia o no de potencial

### Fotosensibilidad en animales
La fotosensibilidad es el principal riesgo de toxicidad, siendo de tipo primaria puesto que se produce por absorción digestiva de la planta, pero en raras ocasiones pueden aparecer trastornos gastrointestinales, cansancio o intranquilidad
Como se ha dicho previamente, la hipericina es el causante de la fotosensibilización (un tipo de reacción alérgica) en el ganado ovino provocando un exantema o la enfermedad conocida como St. Johnswort. Estos pigmentos de la planta, son ingeridos en ocasiones de manera abundante por los ovinos en pastoreo. Posteriormente llegan a la piel desde el torrente circulatorio donde oxidan los aminoácidos, histidina, triptófano y tirosina, modificando así la estructura y permeabilidad de las células. La gravedad va a depender de la dosis, de la duración de la ingesta así como de la intensidad de la radiación solar.
La clínica aparece en zonas no pigmentadas ni revestidas de lana, es decir, en cabeza, orejas, extremidades y mama donde aparecen inflamaciones, sobre todo en la cabeza recibiendo el nombre de “cabeza hinchada”, y en las zonas de la piel, ésta, estará hinchada, caliente y edematosa; esta patología, se continua con la exudación de un líquido seroso y desprendimiento del epitelio. Como mecanismo de defensa, los animales tratan de encontrar la sombra. En etapas posteriores, pueden necrosarse partes de la piel afectada así como las puntas de las orejas.
En ocasiones, aunque no es tan frecuente, puede aparecer:
- Afecciones del SNC y muertes repentinas debido a la aparición de un choque anafiláctico.
- Hipertrofia hepática de color amarillento.
- Dilatación de la vesícula biliar.
- Marcada ictericia general[18]
- Sudoración.

Destacar que las intoxicaciones por Hypericum se producen, fundamentalmente, en animales ovinos durante la ingesta del pasto. Suelen ser los animales jóvenes los más afectados, debido a la competencia por el alimento en el pasto así como la falta de experiencia de estos últimos a la hora de elegir los alimentos no tóxicos.
Las intoxicaciones infantiles por Hypericum, según el Servicio de Información Toxicológica, se producen ocasionalmente, dado que estos pueden llevarse a la boca los fitofármacos que contengan el extracto de Hypericum que toman sus familiares adultos o alguien que lo necesite

### Tabla de interacciones con diversas sustancias
La Agencia Española del Medicamento considera necesario advertir que los productos que incluyen en su composición al Hypericum perforatum, tienen la capacidad de interaccionar con distintos medicamentos. Las interacciones son producto de la capacidad inductora del Hypericum perforatum sobre ciertas isoenzimas del citocromo hepático P450. Como consecuencia puede aparecer una disminución de las concentraciones plasmáticas y una pérdida del efecto terapéutico; teniendo en cuenta este mecanismo de la interacción, al dejar de administrar Hypericum perforatum puede también provocar un aumento de los niveles sanguíneos de algunos medicamentos con la consiguiente aparición de toxicidad, siendo especialmente importante en medicamentos de estrecho margen terapéutico. La interacción con los IMAO es de especial importancia debido a que conduce a una situación peligrosa porque puede dar lugar a crisis hipertensivas. Ocurre lo mismo en el caso de una ingestión de alimentos ricos en tiramina por la ingestión de esta planta.
Un ejemplo concreto es la interacción con los inhibidores de la proteasa en los cuales se produce una disminución significativa de las concentraciones plasmáticas de los mismos por la inducción de la isoenzima 3A4 del citocromo P450. Como resultado de ello, no se alcanzan concentraciones plasmáticas terapéuticas de este tipo de fármaco pudiendo desarrollarse resistencias y falta de eficacia del tratamiento.
| Fármaco | Efecto del hipérico sobre el fármaco                                                                   | Conducta a seguir en pacientes en tratamiento con hipérico |
| --- | --- | --- |
| Anticonvulsivos (carbamazepina, fenobarbital, fenitoína)                                                                | Reducción de los niveles plasmáticos con riesgo de convulsiones                                        | Medir los niveles plasmáticos del anticonvulsivante y reducir gradualmente la administración de hipérico, ajustando la dosis del anticonvulsivante conforme a los niveles que se vayan obteniendo |
| Antidepresivos inhibidores selectivos de la recaptación de serotonina (citalopram, fluoxetina, paroxetina y nefazodona) | Incremento de los efectos serotoninérgicos con aumento de la incidencia de reacciones adversas         | Interrumpir la administración de hipérico |
| Ciclosporina | Reducción de los niveles plasmáticos con riesgo de rechazo de trasplante                               | Medir los niveles plasmáticos de ciclosporina y reducir gradualmente la administración de hipérico, ajustando la dosis de ciclosporina conforme a los niveles que se vayan obteniendo             |
| Anticonceptivos orales                                                                                                  | Reducción de los niveles plasmáticos con riesgo de embarazo no esperado y hemorragias intermenstruales | Interrumpir la administración de hipérico |
| Digoxina | Reducción de los niveles plasmáticos y pérdida del control del ritmo cardíaco o insuficiencia cardíaca | Medir los niveles plasmáticos de digoxina y reducir gradualmente la administración de hipérico, ajustando la dosis de digoxina conforme a los niveles que se vayan obteniendo                     |
| Inhibidores de proteasa (indinavir, nelfinavir, ritonavir, saquinavir)                                                  | Reducción de los niveles plasmáticos con posible pérdida de supresión de VIH                           | Interrumpir la administración de hipérico y la carga viral de VIH |
| Inhibidores de transcriptasa inversa no nucleósidos (efavirenz, nevirapina)                                             | Reducción de los niveles plasmáticos con posible pérdida de supresión de VIH                           | Interrumpir la administración de hipérico y la carga viral de VIH |
| Teofilina | Reducción de los niveles plasmáticos y pérdida del control del asma o limitación respiratoria crónica  | Medir los niveles plasmáticos de teofilina y reducir gradualmente la administración de hipérico, ajustando la dosis de teofilina conforme a los niveles que se vayan obteniendo                   |
| Triptanes (sumatriptan, naratriptan, rizatriptan, zolmitriptan)                                                         | Incremento de los efectos serotoninérgicos con aumento de la incidencia de reacciones adversas         | Interrumpir la administración de hipérico |
| Warfarina y acenocumarol                                                                                                | Reducción del efecto anticoagulante y necesidad de aumentar la dosis de warfarina/acenocumarol         | Medir el INR y reducir gradualmente la administración de hipérico. Ajustar la dosis de anticoagulante en función del INR                                                                          |

### Debates
La administración de los extractos de esta hierba es motivo de debate. Aunque existe evidencia limitada que sugiere su eficacia y seguridad, no ha sido evaluada sistemáticamente en lo que respecta a la incidencia de efectos secundarios e interacciones con otras drogas, con los riesgos que esto conlleva. Aun así, se menciona que, en el caso de algunos tratamientos, reduce su efecto como en los tratamientos para personas con VIH. Aunque así se han demostrado efectos positivos de la planta como antivírico para VIH.[cita requerida]

### Efectos en animales
Se la considera un agente primario de la fotosensibilización en bovinos, en los cuales la hipericina se acumula en el tejido subcutáneo y reacciona con la luz solar, y provoca cuadros de inflamación de la dermis, especialmente de las partes menos pigmentadas, las cuales pueden desprenderse del animal.

## Nombres comunes
Esta especie se conoce con numerosos nombres comunes en español: amnica, cientoenrama, corazón de ciervo, corazoncillo, corión, espantadiablos, hierba del agua, hierba de la sangre, hierba de las heridas, hierba de las machacauras, hierba de San Juan, hierba militar, hipericón, hipericón oficinal, hipérico, hipérico horadado, hipérico común, perforada, perforata, pericó, pericón, pericón amarillo, pericón común, pericón silvestre, perico, pericote, periquito, San Juan, sanjuanera, sanjuanes, san juanes, sanjuanines, té borde, trescalar, tresflorina, yerba de San Juan, yerbuca de San Juan.

## Taxonomía
Hypericum perforatum fue descrita por  Carlos Linneo  y publicado en Species Plantarum 2: 785. 1753.
Etimología
Hipérico: nombre genérico que deriva del griego ὑπερικόν hyperikón. Su nombre está compuesto de ὑπ- "debajo" y ἐρείκη "Erica arborea" o "brezo blanco", y por tanto significa "brezo bajo". La planta es mencionada 143 veces por los médicos grecolatinos. Es fantasioso afirmar que procede del griego ὑπέρ "por encima" y εἰκών "imagen", queriendo decir "por encima de todo lo imaginable". También existe la interpretación que se colgaba encima de las imágenes religiosas en los ritos para ahuyentar a los malos espíritus ("por encima de las imágenes").
perforatum: epíteto que se debe a las glándulas de aceite situadas en sus hojas y sépalos que le dan a la planta un aspecto perforado, si se observa al trasluz.
Sinonimia
Hypericum perforatum ha sido designado a lo largo de la historia con distintos nombres científicos, considerados sinónimos:
- Hypericum noëanum Boiss.
- Hypericum officinale Gaterau
- Hypericum vulgare Neck.[20]
- Hypericum deidesheimense Sch.Bip. ex Trevir.
- Hypericum lineolatum Jord.
- Hypericum marylandicum Biroli ex Colla
- Hypericum mixtum Des Moul.
- Hypericum officinarum Crantz
- Hypericum pseudoperforatum Bertol.[26]